# Don Mattrick
Donald Allan Mattrick (Vancouver, 13 febbraio 1964) è un ex dirigente d'azienda e informatico canadese, divenuto noto nel suo ambiente per il suo lavoro in Electronic Arts e più recentemente in Microsoft e infine con Zynga.

## Biografia

### Inizi in Electronic Arts
All'età di 17 anni era uno dei membri fondatori della Distinctive Software, nel 1982, che venne acquistata dalla Electronic Arts nel 1991 diventando la EA Canada; in seguito all'acquisizione. Mattrick iniziò a lavorare nella EA, dove rimarrà per circa 14 anni raggiungendo la carica di presidente della sezione Worldwide Studios. Durante la sua esperienza alla EA ha supervisionato i lavori su videogiochi come Need for Speed, Harry Potter e The Sims. Nel 2003 il giornale Fortune lo ha inserì tra i "dieci più influenti d'America" della sua annuale lista "40 Under 40". Nel settembre 2005, poi, Mattrick annunciò le sue dimissioni da Electronic Arts per entrare in Microsoft agli inizi del 2007.

### Microsoft e Zynga
Dopo essere entrato in Microsoft, a seguito di una posizione statica, in ottobre 2010 rimpiazzò Peter Moore e venne promosso alla posizione di capo dell'Interactive Entertainment Business, correlato ad Xbox 360, Xbox Live e Games for Windows. Come capo di questa divisione lavorerà anche al segreto sviluppo di Xbox One, che sarebbe stata annunciata il 21 maggio 2013, pochi mesi dopo PlayStation 4. Questo sarebbe stato per Mattrick un periodo piuttosto complicato: le sue scelte adottate, relative al dover tenere una connessione Internet obbligatoria e verificare un accesso con la console ogni 24 ore e alla registrazione dei giochi in base all'utenza online andando contro così al mercatino dell'usato, suscitarono moltissime polemiche in tutto il mondo da parte dei fan, ma anche non-fan, di Xbox. A peggiorare la situazione, in realtà, fu Mattrick stesso che gettò ulteriore benzina sul fuoco, affermando frasi di scarsa digeribilità per il grande pubblico come «Fortunatamente abbiamo già un prodotto per persone che non riescono a connettersi, si chiama Xbox 360»; questa espressione di Mattrick difatti ingigantì le polemiche ma suscitò anche grande ilarità, poiché, a detta di molti, egli ha trascurato il fatto che molte persone avrebbero preferito giocare con una PlayStation 4 o un PC, piuttosto che usare una datata Xbox 360. Un'altra perla di saggezza di Mattrick, pronunziata in quel periodo, riguardo alle critiche alla mancata retrocompatibilità di Xbox One, afferma che «Se sei retrocompatibile, significa che sei davvero arretrato».
Tuttavia la condotta tenuta da Mattrick e il peso dell'evento in sé (che verrà ricordato da molti come il peggior evento d'annuncio dedicato ad Xbox) avrebbero avuto ripercussioni sulla sua carriera: Mattrick lasciò infatti Microsoft, stranamente, dopo appena un mese dall'evento per entrare in Zynga il 1º luglio.
Purtroppo per Don, anche in Zynga la sua permanenza e la sua condotta non furono viste di buon occhio: il noto analista di mercato, Rich Greenfield, affermò durante il 2014 che «Ciò che sorprende di Zynga al momento è la loro attitudine a commettere gli stessi errori di sempre. [...] Mattrick avrebbe dovuto correggere proprio questo atteggiamento, nonostante non abbia alcuna esperienza in ambito mobile, ma sembra non sia cambiato nulla». Le parole di Greenfield furono di fatto quasi profetiche, visto che effettivamente in aprile 2015 Don Mattrick uscì anche da Zynga, dando le dimissioni.